# Josefsdorf (Wien)

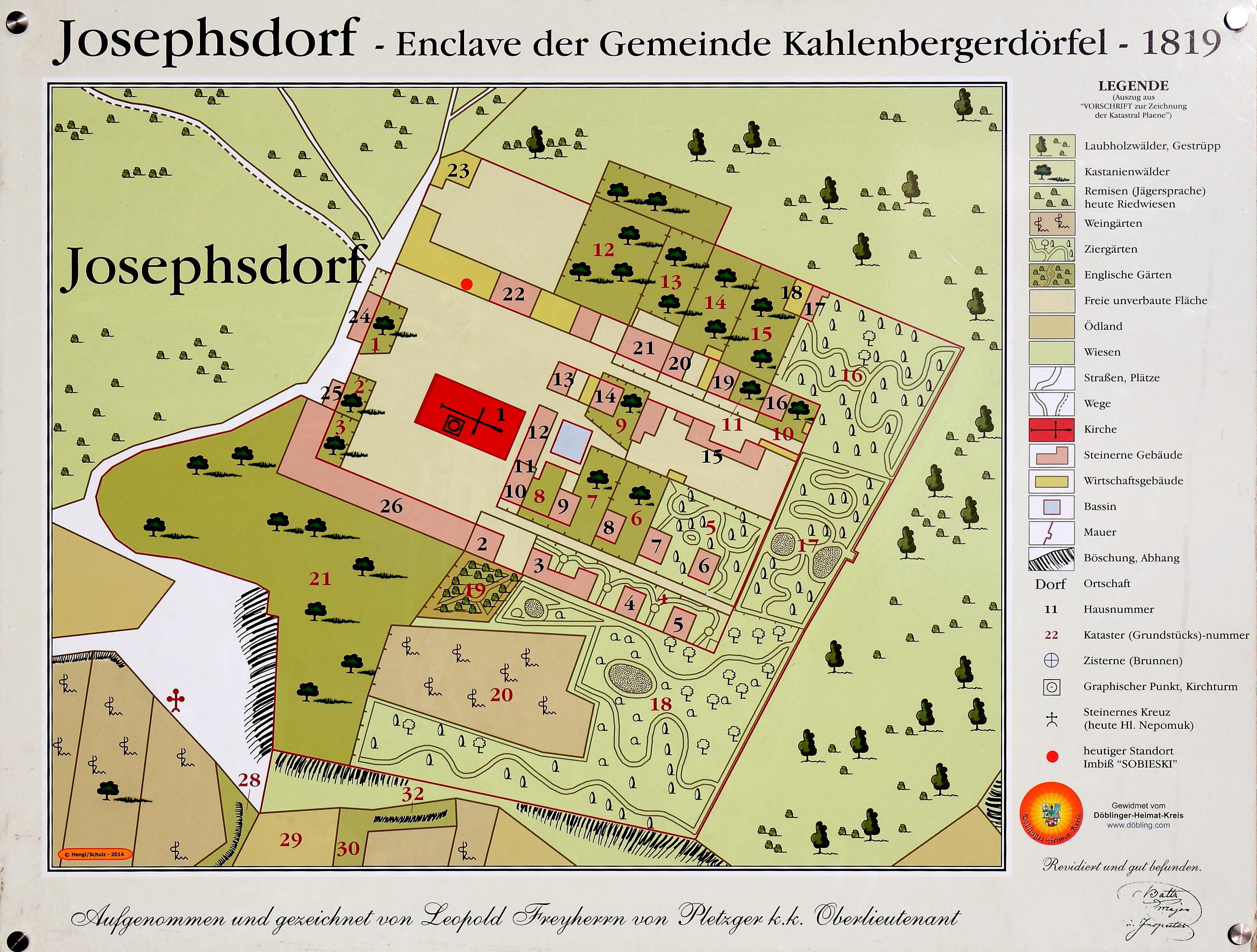
Bebauungsplan aus dem Jahr 1819

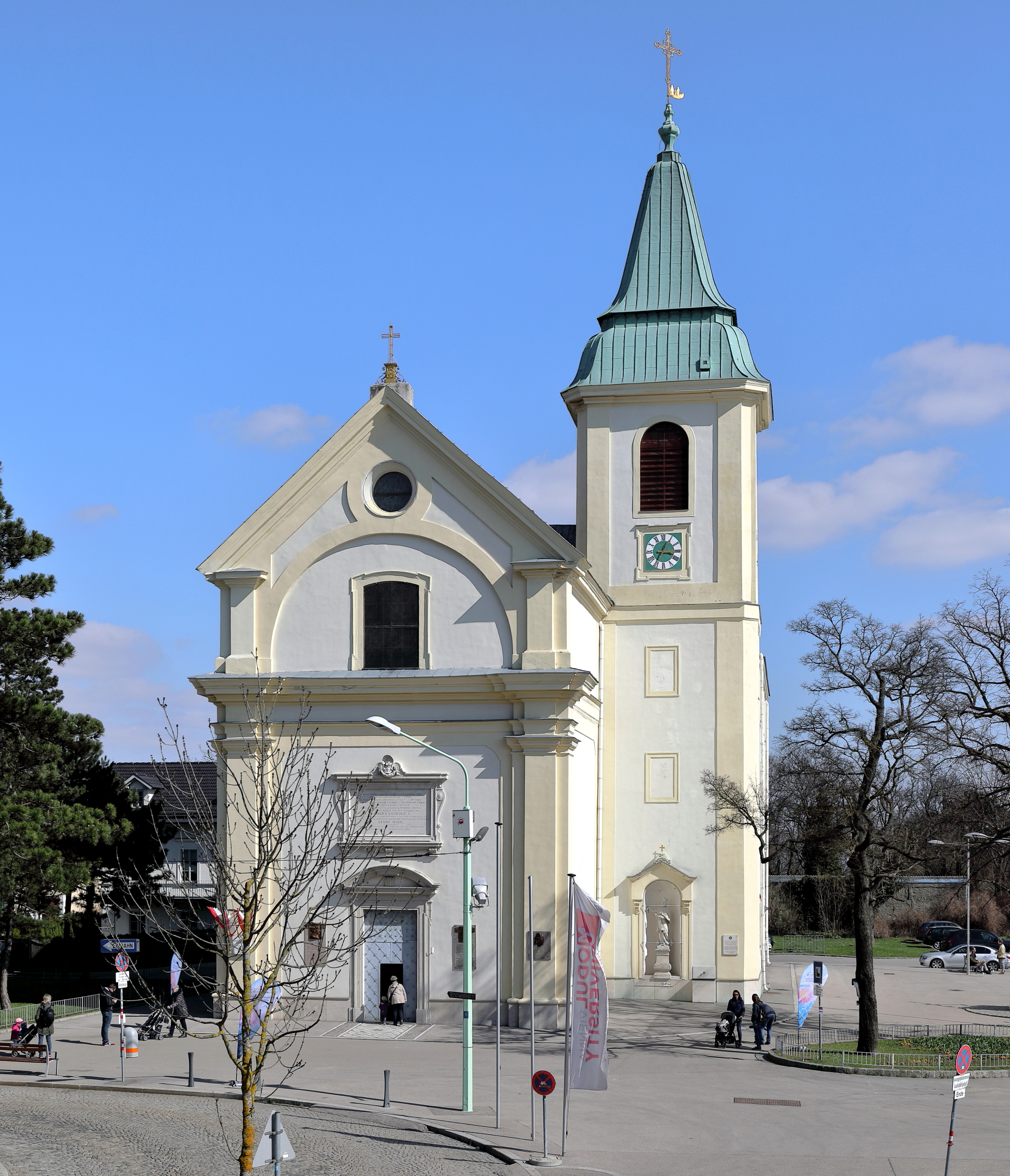
St.-Josefs-Kirche

Josefsdorf war ehemals eine eigenständige Gemeinde auf dem Kahlenberg und ist heute ein Stadtteil Wiens im 19. Wiener Gemeindebezirk Döbling sowie eine der 89 Wiener Katastralgemeinden.

## Geographie
Josefsdorf liegt an der zu Wien gewandten steil abfallenden Seite des Kahlenbergs. Mit einer Fläche von 64,99 Hektar bildet die Katastralgemeinde den kleinsten der Döblinger Bezirksteile. Ihr Gebiet gehört zum statistischen Zählbezirk Nußdorf-Kahlenbergerdorf.

## Geschichte
Der Grundstein von Josefsdorf wurde 1628 von den Kamaldulensern, einem katholischen Orden, der ursprünglich aus Italien stammte und auch in Polen ansässig war, gelegt. Diese waren durch die Vermittlung des polnischen Marschalls Nikolaus Wolsky von Ferdinand II. ins Land gerufen worden. De facto bestand die Siedlung zunächst nur aus dem Kloster und wurde nach dem Berg, auf dem sie lag, Schweinsberg genannt. Schweinsberg ist die ursprüngliche Bezeichnung des Kahlenbergs, der zeitweise auch als „Josefsberg“ bezeichnet wurde  – nach dem Patron der geplanten Josefskirche.
Die Eremitage der Kamaldulenser glich einem kleinen Dorf. Um eine Kirche und zwei Höfe gruppierten sich zwei Reihen mit je 16 Zellen. Nachdem am 4. Februar 1782 die dem heiligen Josef geweihte Kamaldulensereremitage auf dem Kahlenberg aufgehoben worden war, ersteigerte der Hofskriegsrat Edler Leopold von Kriegl die Liegenschaft. Die Eremitenhäuschen wurden verkauft, von Kriegl errichtete zudem in der ehemaligen Krankenhausabteilung ein Gasthaus. Im Jahr 1789 ging Kriegl in Konkurs. Im Anschluss übernahm der niederösterreichische Religionsfonds beziehungsweise das Stift Klosterneuburg die Kirche samt den dazugehörigen Grundstücken. Später kam das Anwesen in den Besitz des Fürsten Johann von und zu Liechtenstein.
Das Stift Klosterneuburg stellte einen Chorherrn des Stifts als Kaplan für die Kirche zur Verfügung. Die heutige St.-Josefs-Kirche wurde letztmals am 12. September 1852 zum dritten Mal geweiht, gleichzeitig wurde ein Waldfriedhof, der Kahlenberger Friedhof, errichtet. Die Ansiedlung erhielt 1784 zu Ehren Josephs II. den Namen Josefsdorf. 1809 wurde jedoch die Pfarre aufgehoben und die Siedlung dem Kahlenbergerdorf zugeordnet. Das Dorf hatte daraufhin keinen Bürgermeister mehr und wurde vom Kahlenbergerdorf mitverwaltet. Über die Jahre blieb Josefsdorf eine sehr kleine Siedlung. So lebten 1832 in 27 Häusern 53 Menschen, 1890 waren es in 37 Häusern ein Bewohner weniger. Die Grundobrigkeit hatte zuletzt der Fürst zu Liechtenstein innegehabt.
1892 wurde Josefsdorf als Teil des Kahlenbergerdorfes gemeinsam mit den benachbarten Wiener Vororten Sievering, Grinzing, Oberdöbling, Unterdöbling, Nußdorf und Heiligenstadt als Bezirk Döbling nach Wien eingemeindet.